# Кикн (Эсхил)
«Кикн» (др.-греч. Κύκνος — предположительно существовавшая трагедия древнегреческого драматурга Эсхила (первая половина V века до н. э.), посвящённая одному из эпизодов Троянской войны. Её текст полностью утрачен.

## Сюжет и судьба пьесы
Точной информации о сюжете «Кикна» в сохранившихся источниках нет. Поэтому антиковеды могут только строить предположения, исходя из личности заглавного героя. Это мифологический персонаж, сын Посейдона, который царствовал в Колоне в Троаде и был неуязвим для вражеского оружия. На царство Кикна напали ахейцы в самом начале Троянской войны. Ахиллу было предсказано, что он погибнет, если убьёт сына Кикна Тенеда; тем не менее этот герой убил Тенеда, а потом убил и его отца.
В каталоге произведений Эсхила «Кикн» не упоминается. Однако в комедии Аристофана «Лягушки» один из персонажей, Еврипид, похваляется тем, что в отличие от Эсхила не делал героями своих пьес «кичливых Кикнов» и «Мемнонов-пустозвонов». Трагедия «Мемнон», заглавного героя которой тоже убил Ахилл, у Эсхила была; учитывая это, антиковеды достаточно уверенно полагают, что в числе пьес этого автора о Троянской войне был и «Кикн», текст которого впоследствии был утрачен полностью.